# Нікуліно (Калузька область)
Нікуліно (рос. Никулино) — присілок в Ізносковському районі Калузької області Російської Федерації.
Населення становить 23 особи. Входить до складу муніципального утворення Село Шанський Завод.

## Історія
Від 2004 року входить до складу муніципального утворення Село Шанський Завод

## Населення
| 2002 | 2010 |
| ---- | ---- |
| 25   | ↘23  |